# North Auburn
North Auburn – jednostka osadnicza w Stanach Zjednoczonych, w stanie Kalifornia, w hrabstwie Placer.